# Nikolaus Hottong
Nikolaus Hottong (* 1963 im Saarland) ist deutscher Ingenieur für Elektrotechnik und Professor für Videotechnik und Netzwerktechnologien an der Fakultät Digitale Medien der Hochschule Furtwangen.

## Leben
Nikolaus Hottong studierte von 1982 bis 1989 Elektrotechnik mit Vertiefungsrichtung Bild- und Tonübertragung an der Universität Karlsruhe, wo er den Abschluss Diplom-Ingenieur für Elektrotechnik erhielt. Nach seinem Studium war er drei Jahre Ingenieur mit Aufgabengebiet Digitale Audiotechnik und sechs weitere Jahre leitender Ingenieur für Zentrale Technik und Betrieb beim Südwestfunk (SWF). Parallel dazu absolvierte Hottong ab 1995 ein berufsbegleitendes Aufbaustudium Führungsqualifizierung an der Technischen Akademie Esslingen. Nach dem Zusammenschluss des Südwestfunk mit dem Süddeutschen Rundfunk (SDR) zum Südwestrundfunk (SWR) im Jahre 1997 wurde Nikolaus Hottong ab 1998 Leiter des Bereichs Strategische Planung / Koordination Service und Projektierung. Im April 2002 wurde er für die Professur Medientechnologie an der Fakultät Digitale Medien der Hochschule Furtwangen berufen. Von 2004 bis 2009 leitete er dort den Studiengang OnlineMedien. Seit 2009 ist er Prodekan und Alumni-Beauftragter der Fakultät. Im Jahr 2013 führte er unter anderem die neuen Masterstudiengänge der Fakultät – Medieninformatik und Design Interaktiver Medien – erfolgreich zur internationalen Akkreditierung.

## Forschung und Arbeitsgebiete
Nikolaus Hottong veröffentlichte während seiner langjährigen Forschungsarbeit zahlreiche Publikationen in den Bereichen Film-, Fernseh- und Rundfunktechnik, mit besonderem Schwerpunkt auf die Stereoskope HD-Produktion. Seine Arbeits- und Unterrichtsgebiete an der Fakultät Digitale Medien der Hochschule Furtwangen sind Videotechnik und Audiotechnik, Medienproduktion sowie Netzwerktechnik. Hottong ist außerdem Mitglied der Fernseh- und Kinotechnischen Gesellschaft (FKTG) sowie Mitglied der Society of Motion Picture and Television Engineers (SMPTE).